# Mauritskade 57 (Amsterdam)
Mauritskade 57, Amsterdam is een gebouw met een adres aan de Mauritskade te Amsterdam, maar ligt in wezen tegen of in het Oosterpark.
Het gebouw werd neergezet op het dan net geruimde gedeelte van de Oosterbegraafplaats dat dan nog wel van botten etc. geschoond moet worden. De nabijgelegen terreinen waren in erfpacht gegeven aan het Koloniaal Instituut onder de voorwaarde dat zij financieel zou bijdragen aan het Laboratorium van Gezondheidsleer van de gemeente Amsterdam. De bouw werd een gezamenlijke operatie omdat het KI er een afdeling tropische hygiëne wilde vestigen. Aan de architect Bernard Springer van de Dienst der Publieke Werken werd om een ontwerp gevraagd. Namens de Universiteit van Amsterdam vertrokken Rudolph Hendrik Saltet, dr. J.J. van Loghem, W.J. de Groot en Springer naar Hamburg, Berlijn, Parijs en Londen om de daar reeds gevestigde laboratoria te bekijken. Daarna verliep de oplevering traag. Pas in 1913 begon Amsterdam met het schoonmaken van de terreinen; in 1914 ging de paalfundering de grond in. Vervolgens wilde geen bouwbedrijf zich wagen aan dit werk tegen de opgegeven prijs. Omdat geld en materiaal schaars was tijdens de Eerste Wereldoorlog werd een soberder ontwerp gemaakt. Vermoed wordt dat architect Jo van der Mey (ook van PW) zich er daarmee bemoeid heeft en ook Allard Remco Hulshoff als chef gebouwen aldaar. De invloeden zouden terug te vinden in de bouwstijl die niet (meer) past in/bij de klassieke stijl van Springer. Pas eind 1917 is het gebouw klaar. In de jaren twintig werd het gebouw te klein en werd er een verdieping op geplaatst. Ook het Zoölogisch Museum Amsterdam was er enige tijd gevestigd.
De extra verdieping verdwijnt weer in begin 21e eeuw en werd vervangen door twee nieuwe bouwlagen. Het laboratorium etc. is dan vertrokken en maakt rond 2013 plaats voor het Generator Hostel, een budgethotel.
Alhoewel het een monumentaal gebouw is, is het nog niet tot gemeentelijk monument dan wel rijksmonument verklaard.

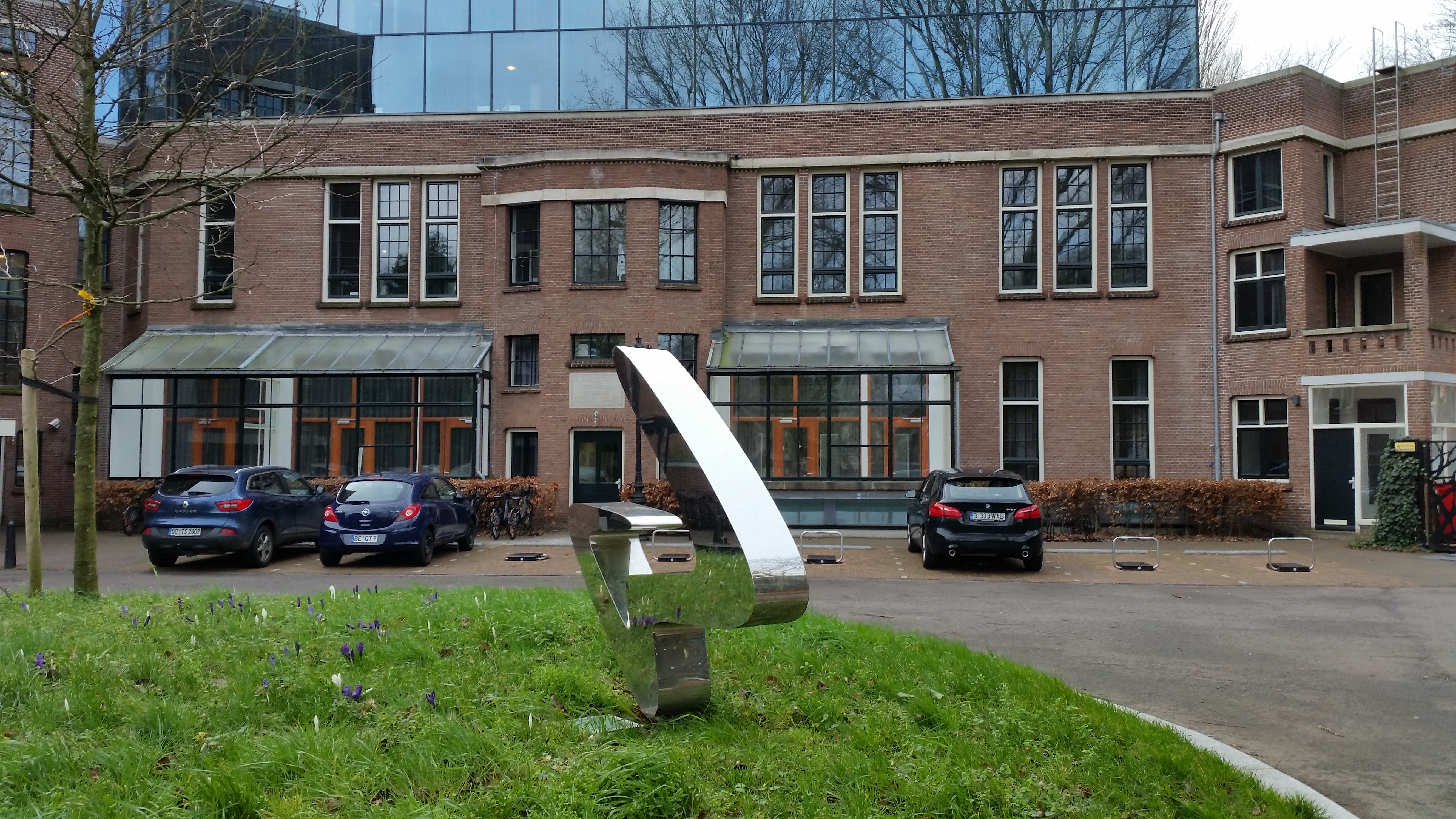
Verdekte ingang Mauritskade (februari 2020)

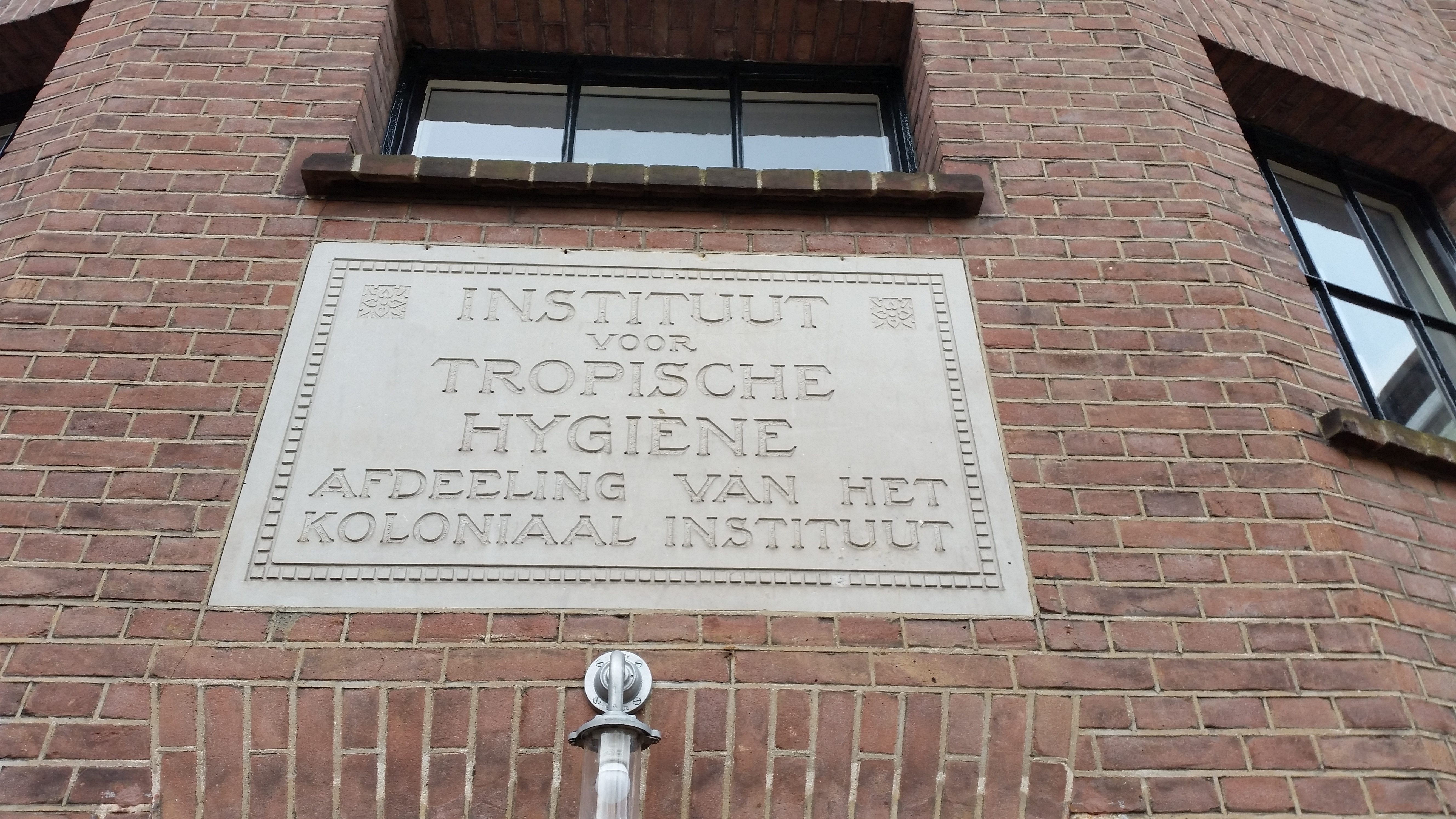
Oud tableau (februari 2020)